# WESC
We are the Superlative Conspiracy (WESC) és una marca de roba sueca que està influenciada pels esports extrems com el monopatí de carrer i el surf de neu. La seu central de la companyia es troba a Estocolm.
Fundada el 1999, WESC de seguida va patrocinar skaters suecs, artistes com Axwell o Jason Lee, i músics com Looptroop i Millencolin, fet que va contribuir al desenvolupament d'una imatge alternativa associada a la marca que va resultar ser popular entre els joves suecs que eren crítics amb les grans corporacions.